# Letov KT-04
Das Letov KT-04 ist ein tschechoslowakisches unbemanntes Luftfahrzeug, das zur Ausbildung von Jagdfliegern und Flugabwehrbedienungen entwickelt wurde. Im Gegensatz zu ferngesteuerten Zieldarstellungsdrohnen mit Eigenantrieb wurde das KT-04 im Flugzeugschlepp betrieben, weshalb es als Schlepp- oder Luftziel bezeichnet wird. Es war für eine mehrmalige Verwendung ausgelegt und daher mit einem Landefallschirm und Aufprallschutz ausgerüstet.

## Entwicklung
Die Konstruktion des KT-04 begann 1970 zeitgleich mit der Entwicklung einer Zielschleppversion des Strahltrainers L-39. Diese als L-39V bezeichnete Variante unterschied sich im Hinblick auf andere L-39 im Wesentlichen durch das Wegfallen der Bewaffnung, der Bremsklappen und des hinteren Pilotensitzes, der durch eine Seiltrommel zur Aufnahme eines 1700-m-Stahlseils mit 5 mm Durchmesser ersetzt wurde. Das Ausfahren des Seils wurde durch eine unter dem Rumpf befindliche kleine Staudruckturbine bewerkstelligt, die durch den Fahrtwind angetrieben wurde. Der Prototyp X-08 war im Juli 1972 fertiggestellt und begann im Oktober seine Werkserprobung, die 45 Testflüge umfasste. 30 davon beinhalteten Schleppversuche mit dem KT-04. Anschließend führten die tschechoslowakischen Luftstreitkräfte von Juli bis September 1973 die Truppenerprobung durch, die jedoch nicht zufriedenstellend verlief und deshalb im darauffolgenden Jahr wiederholt werden musste. Anschließend wurde dem System L-39V/KT-04 die Eignung zur Ausbildung von Flugabwehreinheiten im realen Waffeneinsatz bescheinigt.
Um andere Luftstreitkräfte als Nutzer für das Konzept zu gewinnen, wurde im Mai 1975 im Prager Luftfahrtinstitut vor Armeevertretern anderer Warschauer Vertragsstaaten Vorträge über die Ausbildungsmöglichkeiten gehalten, die jedoch nur mäßiges Interesse hervorriefen und keine Bestellungen auslösten. Demzufolge entstand im darauffolgenden Jahr nur eine kleine Serie von acht L-39V und eine nicht näher bekannte Anzahl von KT-04 für die tschechoslowakischen Streitkräfte.

## Einsatz in Deutschland
Die 1975 bei der Präsentation in Prag ebenfalls anwesende Delegation von Angehörigen der NVA-Luftstreitkräfte kam zu dem Schluss, dass das Konzept noch nicht ausgereift sei und empfahl, Überlegungen über eine Verwendung innerhalb der NVA bis 1980 zu vertagen. Aber bereits im Sommer 1977 wurde von der Armeeführung bei der tschechoslowakischen Seite über eine Lieferung von L-39V und KT-04 nachgefragt. Die Produktion war aber aufgrund der fehlenden Nachfrage bereits eingestellt worden und so blieb nur die Möglichkeit, gebrauchte Exemplare von der Armee der ČSSR zu übernehmen, was 1980 mit der Lieferung zweier L-39V und der dazugehörigen etwa 70 KT-04 geschah. Die Flugzeuge erhielten die taktischen Nummern 170 und 171 und wurden der ZDK-33 in Peenemünde zugeteilt, wo sie in auffälliger orange-weißer Farbgebung flogen. Die KT-04 waren ebenso auffällig in orange-gelb-weißen Farbtönen gehalten. Im Sommer 1980 fanden versuchsweise die ersten Schleppflüge statt, im März 1981 folgte über der Ostsee das erste scharfe Schießen mit Bordkanonen auf ein KT-04.
Die Zieldarstellungsflüge wurden nur durch erfahrene Piloten durchgeführt, da die Handhabung des Schleppzuges besonders während der Startphase einige Aufmerksamkeit erforderte. In der Regel startete die L-39V mit auf etwa 100 m Länge ausgefahrenem Schleppseil und angehängtem KT-04, das sich auf einem dreirädrigen Startwagen (auch Startfahrwerk genannt) SP-14 befand. Bei 150–160 km/h löste sich das Flugzeug von der Startbahn und beschleunigte im Steigflug auf 250 km/h. Auf 80 m Höhe löste sich auch das KT-04 vom Startfahrwerk, das anschließend von einem kleinen Bremsschirm zum Stehen gebracht wurde. Beim folgenden Steigflug durfte die anliegende Geschwindigkeit nicht unterschritten werden, da sonst das Luftziel das Flugzeug in der Regel überholte und beim Nachlassen der Seilspannung nach fünf Sekunden automatisch ausgeklinkt wurde. Aus diesem Grund war bei der Zieldarstellung, bei der das Seil bis auf 1550 m ausgefahren wurde, auch das Unterschreiten einer Geschwindigkeit von 300 km/h verboten. Waren die Schießübungen beendet, wurde das KT-04 bei verringerter Geschwindigkeit in etwa 400 m über dem Erdschießplatz Peenemünde ausgeklinkt, geborgen und zum Flugplatz zurückbefördert. Sofern es durch Treffer oder zu harte Landung nicht zu sehr beschädigt worden war, konnte es anschließend noch mehrmals verwendet werden.

## Aufbau
Das KT-04 besitzt einen einfachen Aufbau, um beschädigte Komponenten schnell ersetzen zu können. Es ist als Ganzmetall-Mitteldecker mit zigarrenförmigen Rumpf in Schalenbauweise ausgelegt und mit einer 6-mm-Aluminiumhülle beplankt. Die in kurzer Zeit austauschbaren Tragflächen sind mit zwei senkrechten Zapfen mit dem Rumpf verbunden. Die Flügelenden sind nach unten abgeknickt und sollen das Risiko von Beschädigungen bei der Landung verringern helfen. Zur sicheren Landung besitzt das KT-04 einen Haupt- und Notfallschirm im vorderen Rumpfbereich sowie einen aufblasbaren Luftsack, der die Unterseite beim Aufprall schützt, sowie die dazugehörigen Druckluftbehälter im Mittelteil.

## Technische Daten
| Kenngröße              | Daten                                                 |
| ---------------------- | ----------------------------------------------------- |
| Spannweite             | 5,30 m                                                |
| Länge                  | 4,90 m                                                |
| Höhe                   | 1,20 m                                                |
| Flügelfläche           | 3 m²                                                  |
| Flügelstreckung        | 9,4                                                   |
| Masse                  | 110 kg ohne Startwagen 230 kg mit Startwagen          |
| Schleppgeschwindigkeit | minimal 300 km/h* maximal 600 km/h                    |
| Schlepphöhe            | 1000 m als Flak-Ziel* 2000 m–4000 m als Flugzeugziel* |

* Vorgegebene Angaben für den Einsatz bei der NVA.

## Nutzer
- Deutsche Demokratische Republik: Luftstreitkräfte der NVA
- Slowakei: Slowakische Luftstreitkräfte
- Tschechoslowakei: Tschechoslowakische Luftstreitkräfte